# Deodato Guinaccia

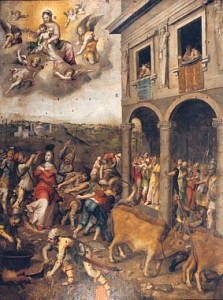
Martirio de Santa Lucía, iglesia de Santa Lucia alla Badia, Siracusa (Sicilia).

Deodato Guinaccia (Nápoles, 1510-Mesina, 1585) fue un pintor italiano de la escuela napolitana, activo principalmente en Mesina. 
Nacido en Nápoles, fue el más importante discípulo de Polidoro da Caravaggio cuyas obras terminó al fallecimiento de éste, entre otras, la Natividad de la iglesia de Alto-Basto, considerada como uno de sus mejores cuadros. 
Fundó una escuela de la cual salieron muy buenos discípulos que durante algún tiempo mantuvieron en Sicilia el buen gusto de la escuela romana que había sido allí importada por el maestro de Guinaccia. 